# Ferdinand Arnošt z Valdštejna-Vartenberka

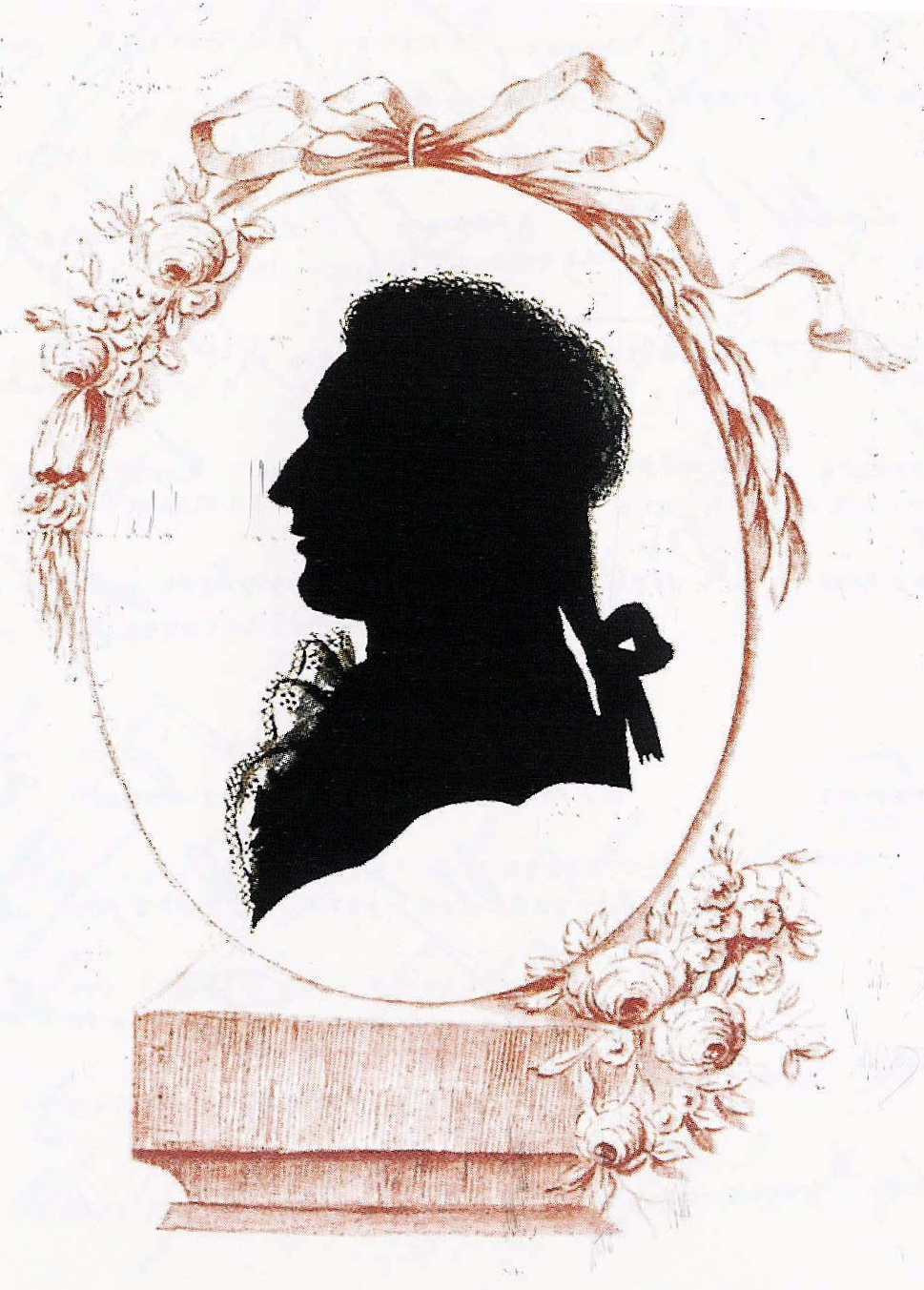
Ferdinand Arnošt z Valdštejna - silueta (autorka snad Babette Koch) v pamětní knize Ludwiga van Beethovena

Ferdinand Arnošt Josef Gabriel hrabě z Valdštejna a Vartenberka, německy Ferdinand Ernst Joseph Gabriel Graf von Waldstein und Wartenberg (24. března 1762 Vídeň – 26. května 1823 Vídeň) byl tajný rada v Bonnu, generálporučík britské armády, komtur řádu německých rytířů a jeden z nejvýznamnějších podporovatelů Ludwiga van Beethovena.

## Život a činnost
Hrabě Ferdinand Arnošt z Valdštejna pocházel z české šlechtické rodiny Valdštejnů-Vartenberků. Narodil se jako čtvrtý syn Emanuela Filiberta z Valdštejna-Vartenberka a jeho ženy Marie Anny Terezie z Lichtenštejna. Jeho staršími bratry byli Josef Karel Emanuel, Jan Bedřich a František Adam z Valdštejna a Vartenberka, sestra byl Marie Anna z Valdštejna. Roku 1787 vstoupil do Řádu Německých rytířů a o rok později byl jmenován komturem.

### Rodina
Roku 1807 opustil službu v Anglii, od roku 1809 žil ve Vídni nebo na svém českém panství. Roku 1811 z Řádu Německých rytířů vystoupil. 9. května 1812 se oženil s hraběnkou Isabelou Rzewuskou. Po nešťastných finančních investicích do akcií zchudl. Zemřel ve Vídni. Jeho dcera Ludmila Antonie Františka Marie Klementina se provdala za Františka de Paula Deyma ze Stříteže (1807–1872).